# Feuillères
Feuillères település Franciaországban, Somme megyében. Lakosainak száma 157 fő (2022. január 1.). Feuillères Cléry-sur-Somme, Flaucourt, Frise, Hem-Monacu és Herbécourt községekkel határos.

## Népesség
A település népességének változása:
| Lakosok száma | 144  | 147  | 147  | 150  | 153  | 156  | 154  | 157  |
|               | 2013 | 2015 | 2017 | 2018 | 2019 | 2020 | 2021 | 2022 |